# Zedníček skalní
Zedníček skalní (Tichodroma muraria), též šoupálek skalní či šoupálek zední, je zpěvný pták řazený do samostatné čeledi zedníčkovití (Tichodromidae) a rodu zedníček (Tichodroma), pravděpodobně blízce příbuzný brhlíkům. Roztroušeně se vyskytuje od jižní Evropy po severní Čínu, přičemž je specialistou na horské oblasti se skalními stěnami, roklemi a útesy. Na území Česka pravidelně zimuje, zejména na Pavlovských vrších. Díky svému neobvyklému vzezření i způsobu letu tento druh dlouhodobě poutá lidskou pozornost, spatřit ho ve volné přírodě však může být obtížné. 
Zedníček skalní je velký asi jako vrabec domácí, jeho charakteristickým znakem jsou černo-bílo-červená křídla, která dává často na odiv při slunění se na skalách. Ve skalnatém terénu se zedníčci pohybují jak pomocí skákání a šplhání, tak pomocí obratného letu. Jejich kořistí se stávají především různí bezobratlí. Zedníčci hnízdí od dubna do srpna, přičemž hnízdo si  staví ve skalách. Jde o vysoce teritoriální ptáky, již si hájí jak letní hnízdní, tak zimní krmná teritoria.

## Systematika
Za popisnou autoritu zedníčka skalního je pokládán švédský přírodovědec Carl Linné, jenž jej roku 1766 popsal pod původním vědeckým jménem Certhia muraria. Zedníček skalní vystupuje jako jediný druh samostatného rodu Tichodroma i samostatné čeledi Tichodromidae. Popisnou autoritou rodu je německý přírodovědec Johann Karl Wilhelm Illiger (1811), popisnou autoritou čeledi pak anglický přírodovědec William Swainson (1827), byť ten ji klasifikoval na taxonomické úrovni podčeledi s názvem Tichodromia. Odborné jméno čeledi Tichodromidae je někdy přepisováno jako Tichodromadidae.
Vyjma klasifikace v rámci samostatné čeledi byl zedníček skalní, zejména na základě morfologických a etologických srovnání, řazen také buďto v rámci šoupálkovitých (Certhiidae), anebo brhlíkovitých (Sittidae). Lze shrnout, že zedníčci jsou podobnější brhlíkům než šoupálkům. Z hlediska vzhledu mají pestřejší svrchní stranu těla a podobný tvar ocasu (ovšem zobák se svým tvarem podobá zobáku šoupálků), z hlediska chování se obě skupiny podobají například pravidelným třepotáním křídly či kyvadlovým pohybem hlavy a těla. Inkubaci u brhlíků i zedníčků také zajišťuje výhradně samice, zatímco u šoupálků obě pohlaví.
Na základě molekulárně-fylogenetických analýz vystupuje zedníček skalní jakožto zástupce kladu Certhioidea, jenž vyjma brhlíků a šoupálků (včetně rodu Salpornis, někdy vydělovaného do samostatné čeledi) zahrnuje i leskoty a střízlíky. Některé studie naznačují sesterský vztah zedníčkovitých a brhlíkovitých, jiné však poskytují odlišné topologie. Oliveros & kol. (2019) zedníčky umístili jako bazální linii celého kladu Certhioidea.
Na základě IOC World Bird List (v14.2) se rozeznávají dva poddruhy zedníčka skalního:
- T. m. muraria (Linné, 1766) – jižní a východní Evropa po Kavkaz a západní Írán;
- T. m. nepalensis (Bonaparte, 1850) – Kazachstán, Turkmenistán a oblast od východního Íránu po východní Čínu.

Oba poddruhy jsou však jen špatně rozlišitelné, a v některých zdrojích je proto zedníček skalní pokládán za monotypický taxon. Vzácně však dochází i k rozlišování většího množství poddruhů; ornitolog L. A. Portenko navrhoval populace z Kavkazu a severního a západního Íránu označovat trinomickým jménem longirostra a středoasijské populace trinomickým jménem ognewi.
Z miocénu–pliocénu Maďarska pochází popis fosilního zedníčka Tichodroma capeki Kessler, 2013.

## Popis

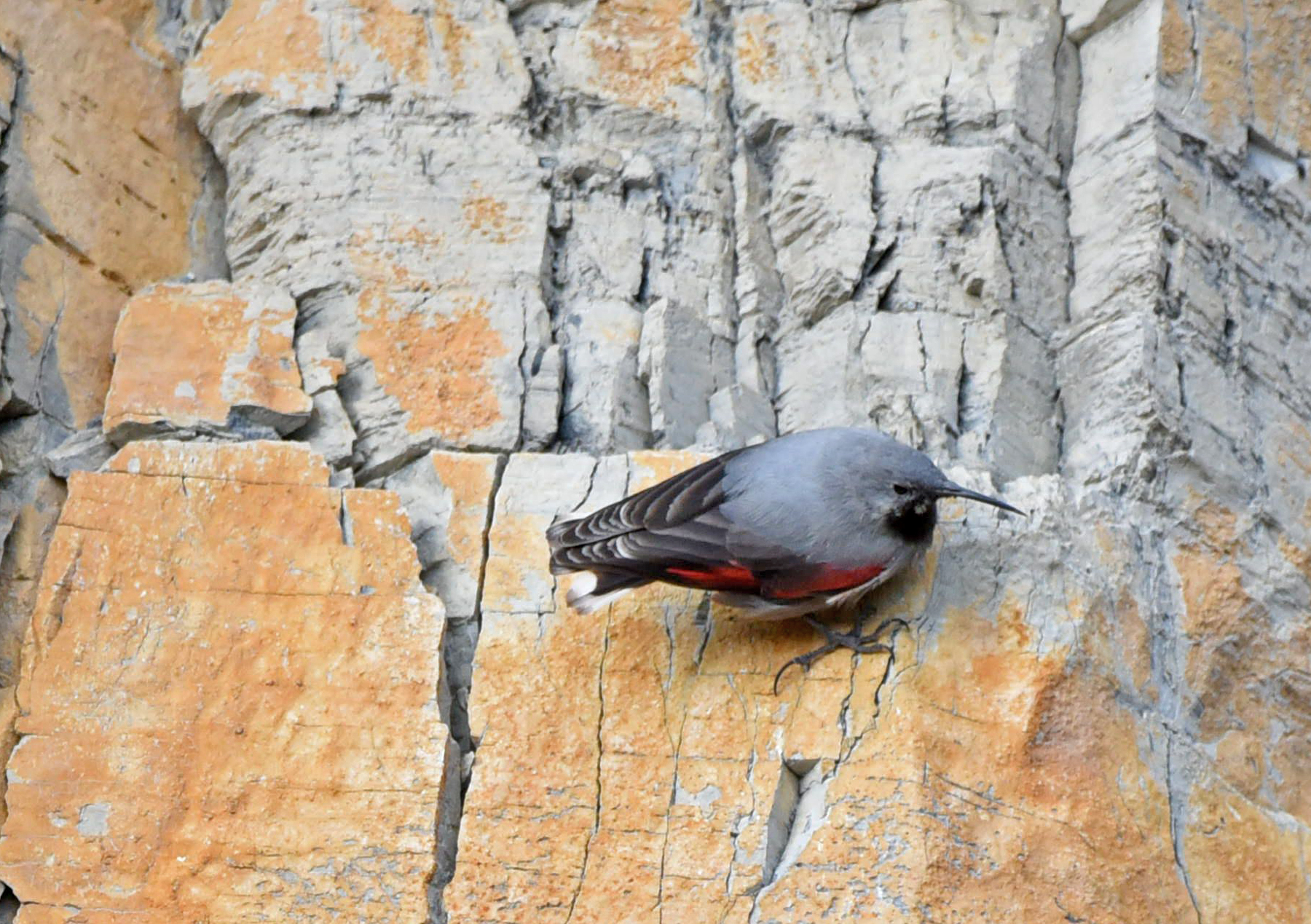
Zedníček skalní se složenými křídly

Zedníček skalní je velký asi jako vrabec domácí. Dorůstá celkové délky 16,5–17 cm a dosahuje tělesné hmotnosti 16,7–19,3 g. Zdá se být větší, než ve skutečnosti je, a to především díky neúměrně velkým křídlům, jež dosahují celkového rozpětí 27–32 cm. Křídla jsou na konci zaoblená, podobají se křídlům dudka. Ocas naproti tomu měří pouhých 5,5–6,5 cm a na konci je hranatý. Z dalších charakteristických znaků lze zmínit štíhlé končetiny, jež jsou útlejší stavby než u brhlíků. Ostré a zakřivené drápky napomáhají pohybu ve skalnatém terénu, přičemž nápadně prodloužený je zejména zadní drápek. Zobák je v porovnání se zobákem brhlíka dlouhý a zahnutý, na konci špičatý, doplňuje jej podobně dlouhý jazyk, jenž je na špičce rozeklaný. Dlouhé a úzké nozdry vyrůstají u základny zobáku a oči jsou orientovány tak, že do jisté míry umožňují binokulární vidění (podobně jako u sov).

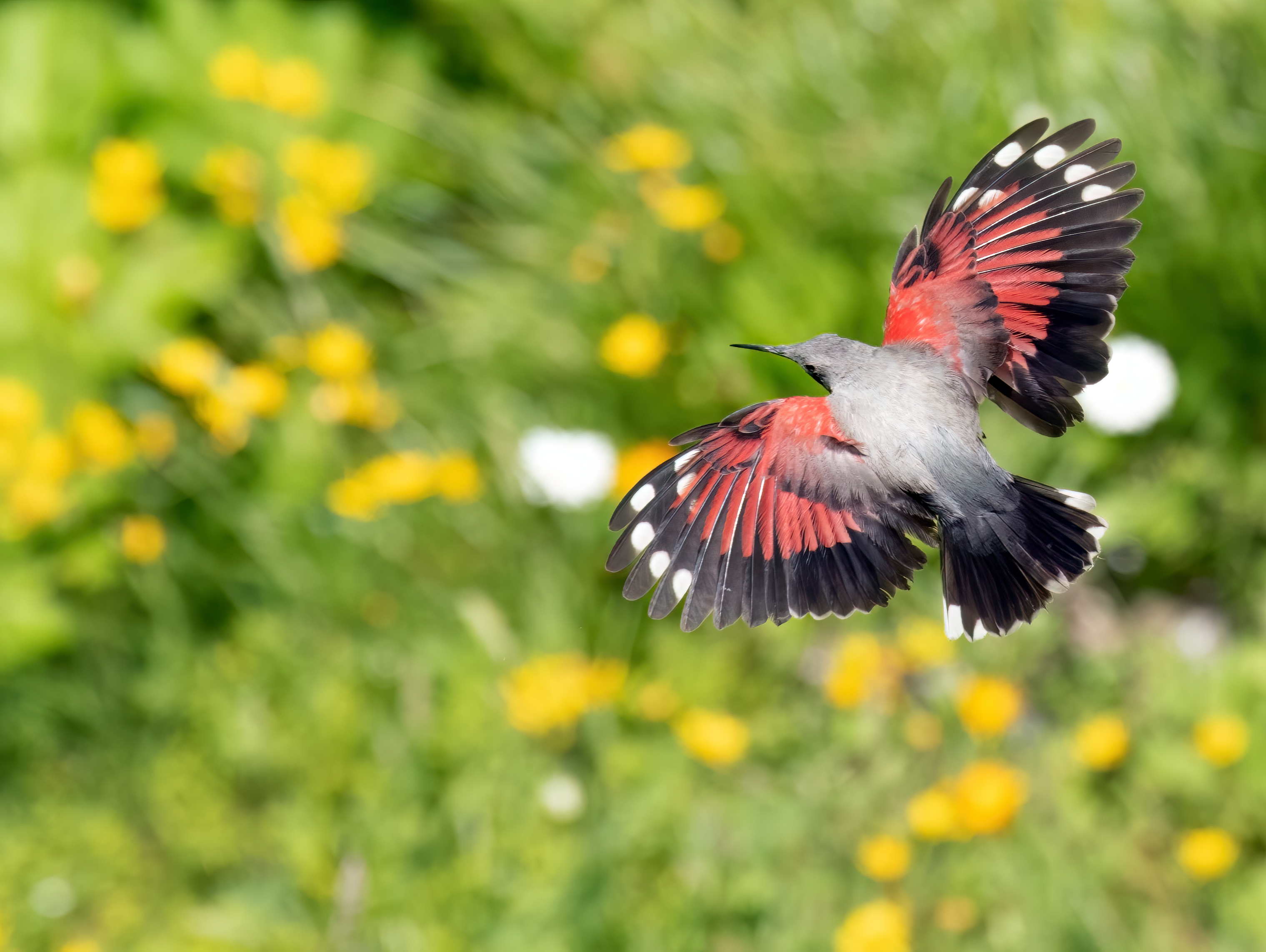
Zedníček skalní za letu, vyniká nápadný vzor na křídlech

Zbarvení opeření zůstává napříč celým areálem výskytu poměrně uniformní. Charakteristickým znakem tohoto druhu jsou černo-bílo-červená křídla, přičemž různých červených odstínů dosahují střední a malé křídelní krovky, vnější prapory velkých krovek a kořen vnějšího praporu letek. Vnitřní prapory vnějších ručních letek zdobí kontrastní páry kapkovitých bílých skvrn. Temeno, týl a hřbet mají popelavě šedé zbarvení, kostřec je tmavě šedý. Obecné zbarvení může být doplněno růžovým nádechem. Černá ocasní (rýdovací) pera jsou na špičce šedá, až na jejich vnější dva páry, jež opět vynikají bílými znaky. Pohlaví lze podle zbarvení odlišit pouze ve svatebním šatu, poněvadž samci v takovém případě vynikají černým hrdlem a hrudí (zatímco zbývající spodní partie jsou tmavě šedé), u samic pak brada a hrdlo bývají světlé, někdy jen s tmavou skvrnou. V prostém šatu se rozdíly ve zbarvení spodních partií stírají. Nedospělí jedinci mají hrdlo hnědavé a celkově jsou tmavší než dospělci. Od dospělců je také odlišuje zobák, jenž není typicky srpovitě zahnutý.
Pro svůj charakteristický vzhled, chování, zpěv a obývané prostředí je záměna s ostatními pěvci nepravděpodobná.

## Výskyt a populace

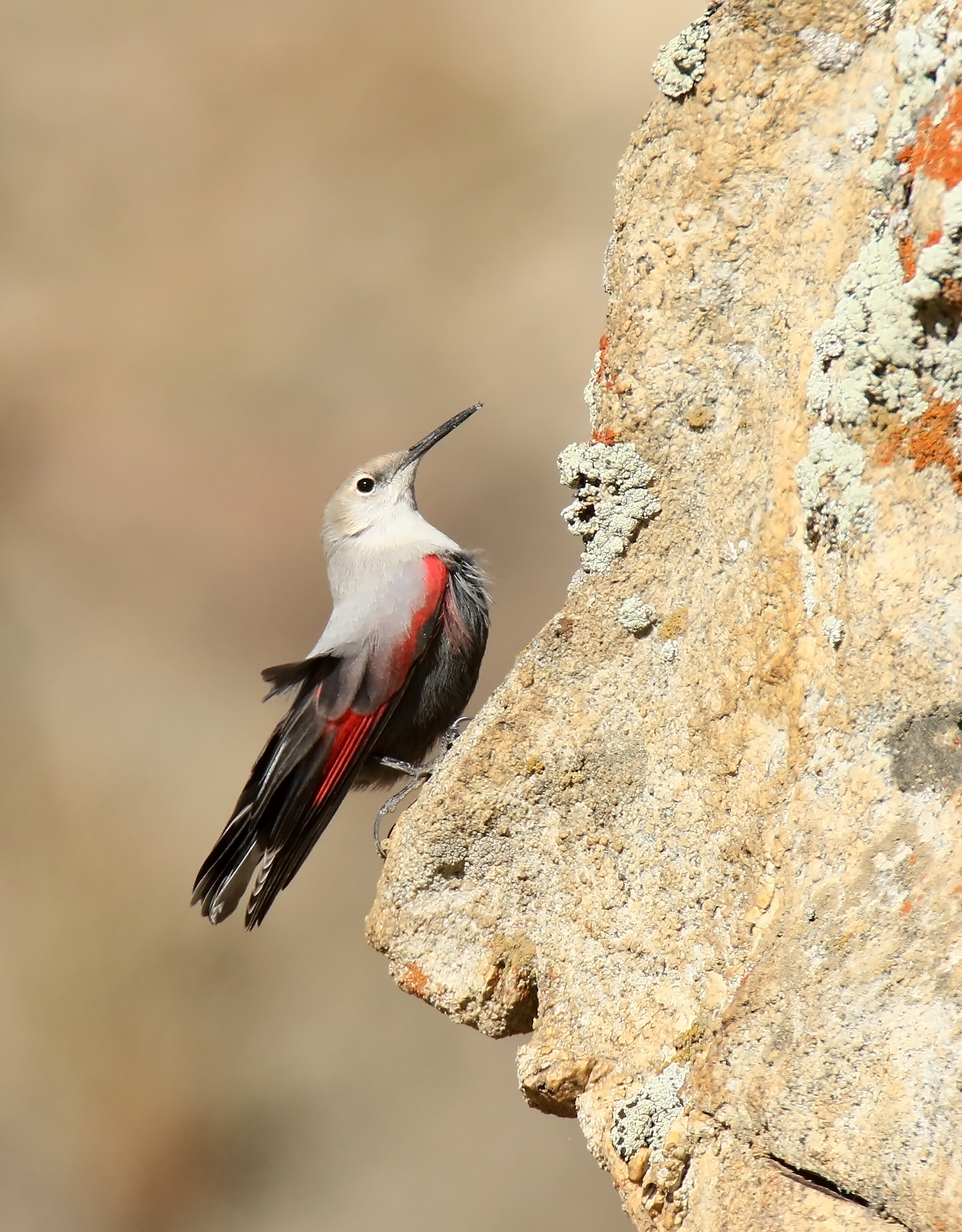
Zedníček skalní v Gilgit-Baltistánu

Zedníček skalní se roztroušeně vyskytuje od jižní Evropy po severní Čínu, areál výskytu je omezen na jižní části palearktu. Tento pták se specializoval na život v horských oblastech se skalními stěnami, roklemi a útesy. Přirozené stanoviště často doplňuje zdroj tekoucí vody, např. v Alpách typicky potoky či vodopády, stejně jako přidružená vegetace přitahující hmyz (mechy, byliny a keře, ale i porosty limby). Výskyt závisí spíše na typu stanoviště než na nadmořské výšce, například ve Švýcarsku zedníčci žijí od asi 350 m do 3 450 m n. m. (evropské populace obecně preferují nadmořské výšky mezi 1 000–2 500 m). V Himálaji hnízdiště většinou přesahují 3 600 m, z toho v Tibetu až 5 100 m. V Pamíru nejvyšší zaznamenaná nadmořská výška činila 4 700 m. Zimoviště se obvykle nacházejí v nižších nadmořských výškách než hnízdiště, na ostrovech ve Středozemním moři nebo v regionu jižního Turecka se dokonce stahují až k hladině moře. Někteří zedníčci však byli v mimohnízdním období nalezeni opět ve značných nadmořských výškách (ve Švýcarsku v 1 800–3 200 m, v Ladaku v 4 000 m a v Nepálu v 5 730 m). Někteří zedníčci využívají ve hnízdním i mimohnízdním období lidské stavby. Mohou také navštěvovat říční břehy, skalnatá říční dna, štěrková pole, morény aj. Zedníček je pouze částečně tažný druh, přičemž tahy mezi hnízdišti a zimovišti nemají jednoznačný směr – zimoviště se mohou nacházet i na sever od hnízdních oblastí. Někteří jedinci podnikají migrace přesahující i stovky kilometrů. Stejná zimoviště mohou být využívána opakovaně. Zatoulanci se objevili např. v Amsterdamu či na jižním pobřeží Anglie.
Mezinárodní svaz ochrany přírody (IUCN) odhaduje velikost evropských hnízdních populací na 29 000–69 700 párů, což se rovná 57 900–139 000 dospělých jedinců. Na základě těchto dat IUCN extrapoluje světovou velikost populace na 579 000–1 390 000 dospělých jedinců. Populační trend zůstává nejspíše stabilní, a druh je tudíž pokládán za málo dotčený, byť některé populace mohou být ohroženy zásahy do biotopů i vyrušováním ze strany člověka. V Česku zedníčci nehnízdí, jediný možný záznam o hnízdním páru pochází z roku 1889 ze zříceniny hradu Lukov. Pravidelně zde však zimují, zejména na Pavlovských vrších, ale i v jiných lokalitách (Moravský kras, skály nad Dyjí či Jihlávkou, Lukov). V Česku je druh pokládán za kriticky ohrožený. Na sousedním Slovensku hnízdí několik desítek párů, k roku 2001 byla hnízdní populace odhadována na 30–50 párů. Ačkoli zde byl zedníček skalní dlouhodobě pokládán za málo dotčený druh, vzhledem k nízké početnosti populací, negativnímu trendu početnosti a rozšíření a omezeným možnostem posílení populací z okolních území byl roku 2013 přeřazen také mezi druhy kriticky ohrožené. Byl zvolen slovenským ptákem roku 2023.

## Chování a ekologie

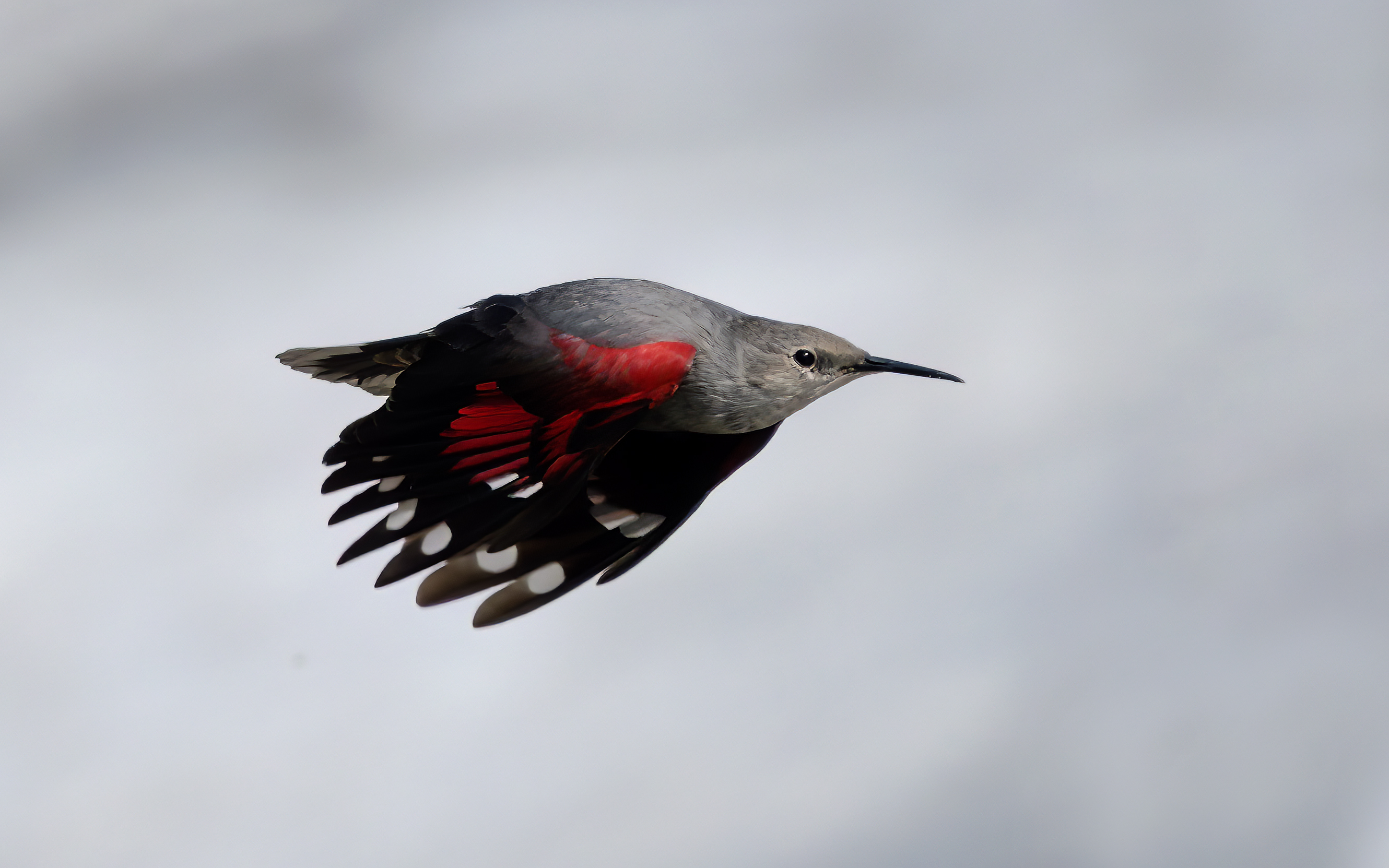
Zedníček skalní v letu

Zedníček skalní je pták dobře adaptovaný pro život ve skalnatém terénu. Dovede se pohybovat jak po vodorovných, tak po svislých plochách, typickým pohybem je přitom poskakování – dospělý jedinec vyskočí až do výšky asi 20 cm. Zejména při pohybu po hladkých skalních stěnách, kde je málo výstupků k zachycení, si vypomáhá křídly. Ta tak neslouží pouze k letu, ale i jako podpora při šplhání. Zedníčci nicméně představují zejména na krátké vzdálenosti vynikající letce. Neobvyklý tvar a velká plocha křídel jim umožňují využívat stoupavé proudy, stejně jako obratný let ve stísněných podmínkách (někdy je přirovnáván k letu netopýřímu). Z výše položených skal se zedníčci dostávají prudkým klesáním až pádem, přičemž svá rozměrná křídla rozprostřou teprve před přistáním – tehdy jim slouží spíše jako padák. Charakteristickým rysem chování zedníčků je třepotání křídly; poněvadž jej praktikují za různých okolností, jeho účel zůstává nejistý. Ovšem protože při tomto chování vynikají barevné letky a krovky, může snad mít význam při vnitrodruhové komunikaci.
Zpěvem se ozývají obě pohlaví, a to v klidu i během letu. Zpěv představuje sekvenci tenkých, byť daleko se nesoucích flétnových stoupajících a klesajících hvizdů (v literatuře je přepisován např. jako „tu tuí tuí zreeeeeeu“ či „cicicityi“). Obecně jej lze charakterizovat jako melodický, lidskému posluchači příjemný, podobný tomu špaččímu. Vábení je u zedníčků jen zřídkavé, popisované např. jako krátké flétnové „tui“; hvízdavé „trí“, resp. „dy, dy“ nebo „dy-i“; či bzučivé „zrí“. S výjimkou doby rozmnožování jde o relativně tichý druh.

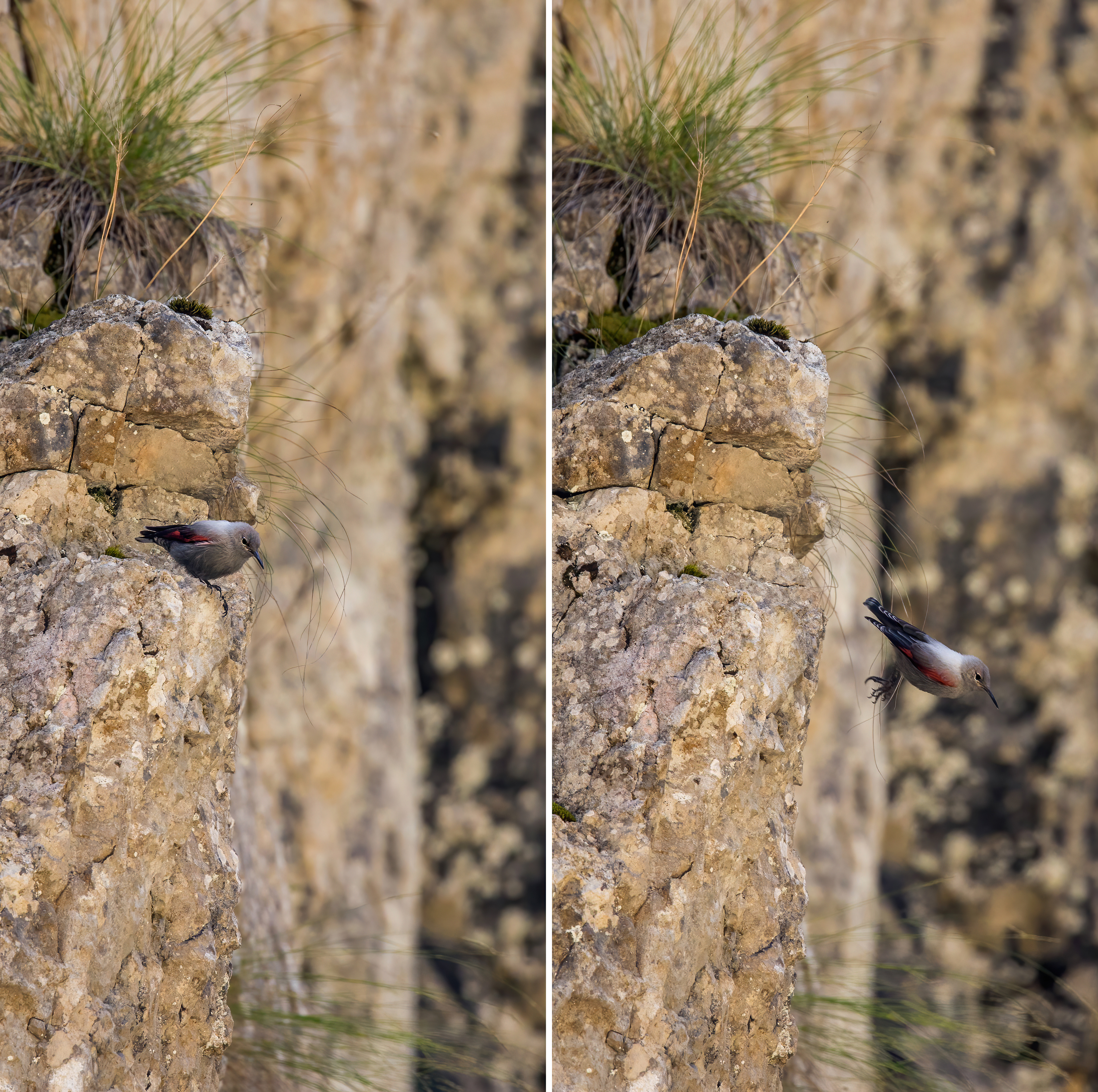
Samice skákající ze skály

Za hezkého počasí se zedníčci často sluní, přičemž tehdy dávají na odiv i barevný vzor na křídlech. Slunění a také prachovým koupelím tito ptáci holdují zejména během přepeřování. Přes noc se zedníčci stahují do štěrbin pod skalními převisy. Poněvadž jsou na výběr nocoviště poměrně nároční, jeden úkryt využívají dlouhodobě.

### Potrava
Zedníčci skalní si shánějí potravu samostatně a jejich kořistí se stávají především různí bezobratlí. Některou kořist sbírají z povrchů, jinou vytahují ze skalních trhlin a štěrbin nebo přidružené vegetace. Zejména za deštivého počasí pátrají v sutích pod převislými skalami nebo podél břehů potoků. Zcela výjimečně podnikají výpady za létajícím hmyzem; podle některých hypotéz však mohou létající hmyz srazit a následně pozřít během třepotání křídly. Terénní pozorování v pohořích Malá a Velká Fatra ukázalo, že ráno či v deštivém počasí zedníčci pátrali po kořisti zejména na osluněných skalních površích, zatímco za horkých slunečních dní se soustředili spíše na zastíněná místa a osvětleným plochám se vyhýbali.
Co se týče složení potravy, zedníčci nebývají vybíraví, jejich kořistí se může stát různý hmyz, pavouci a jiní bezobratlí, a to včetně larev, kukel a vajíček. Na březích potoků mohou vyhledávat pakomáry, živí se i drobnými plži, jejichž ulity roztloukají o skály. Studie dvou vývržků od zimujících jedinců z jižní Moravy identifikovala celkem 13 druhů bezobratlých z 5 řádů, včetně 1 pavouka, 1 ploštice, 1 střevlíka, 4 lumků, 3 lumčíků a 6 dvoukřídlých. Souhrnná studie z roku 1993, jež kombinovala analýzu obsahu žaludku a přímá pozorování ptáků z Kantaberského pohoří spolu s dalšími daty z literatury a osobních sdělení, předpokládá stravu založenou na měkkýších, stonožkovcích, motýlech, dvoukřídlých, blanokřídlých, broucích, pavoukovcích a příležitostně i semenech. Velkou kořist zedníčci mohou porcovat.

### Socialita a hnízdění

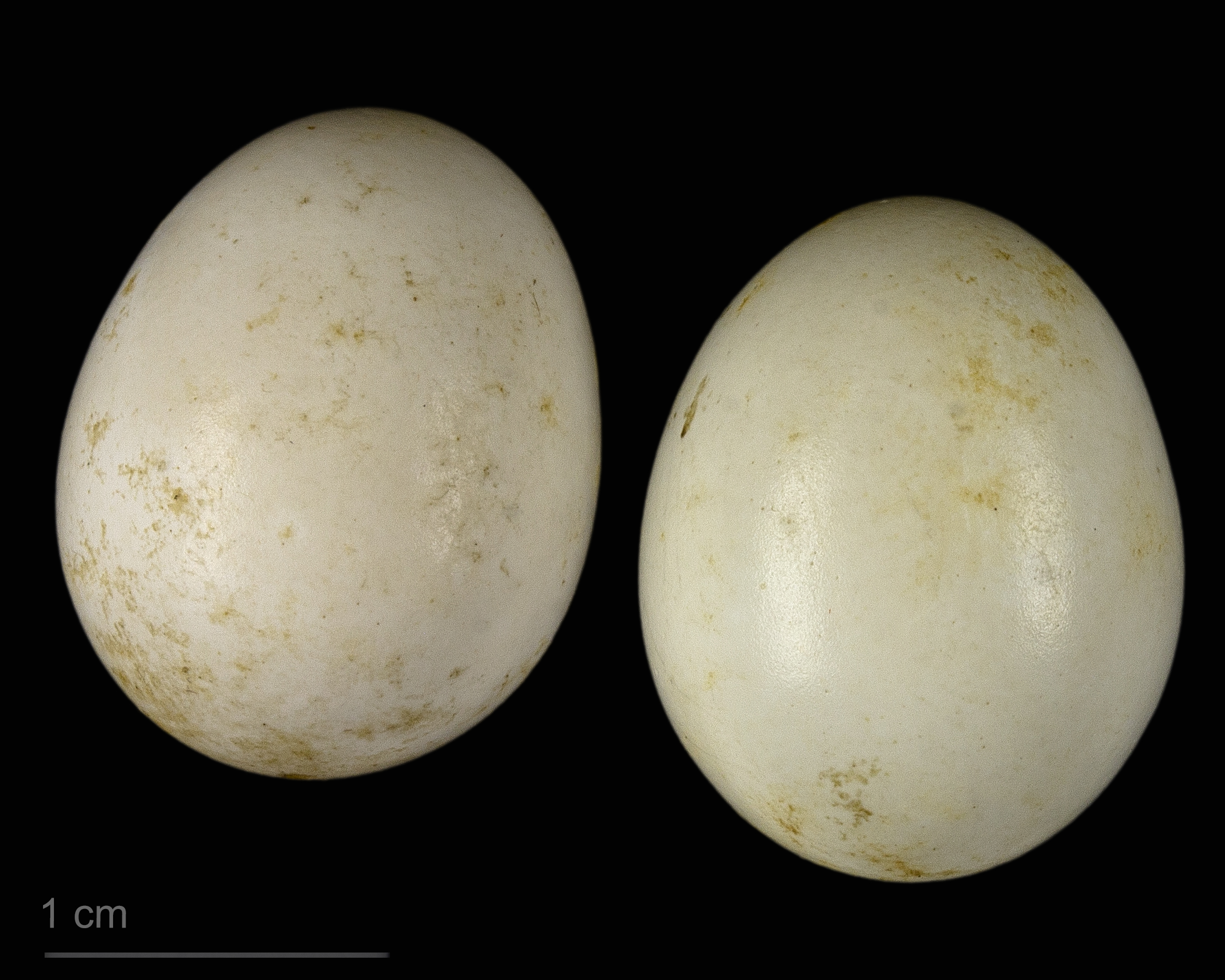
Vajíčka

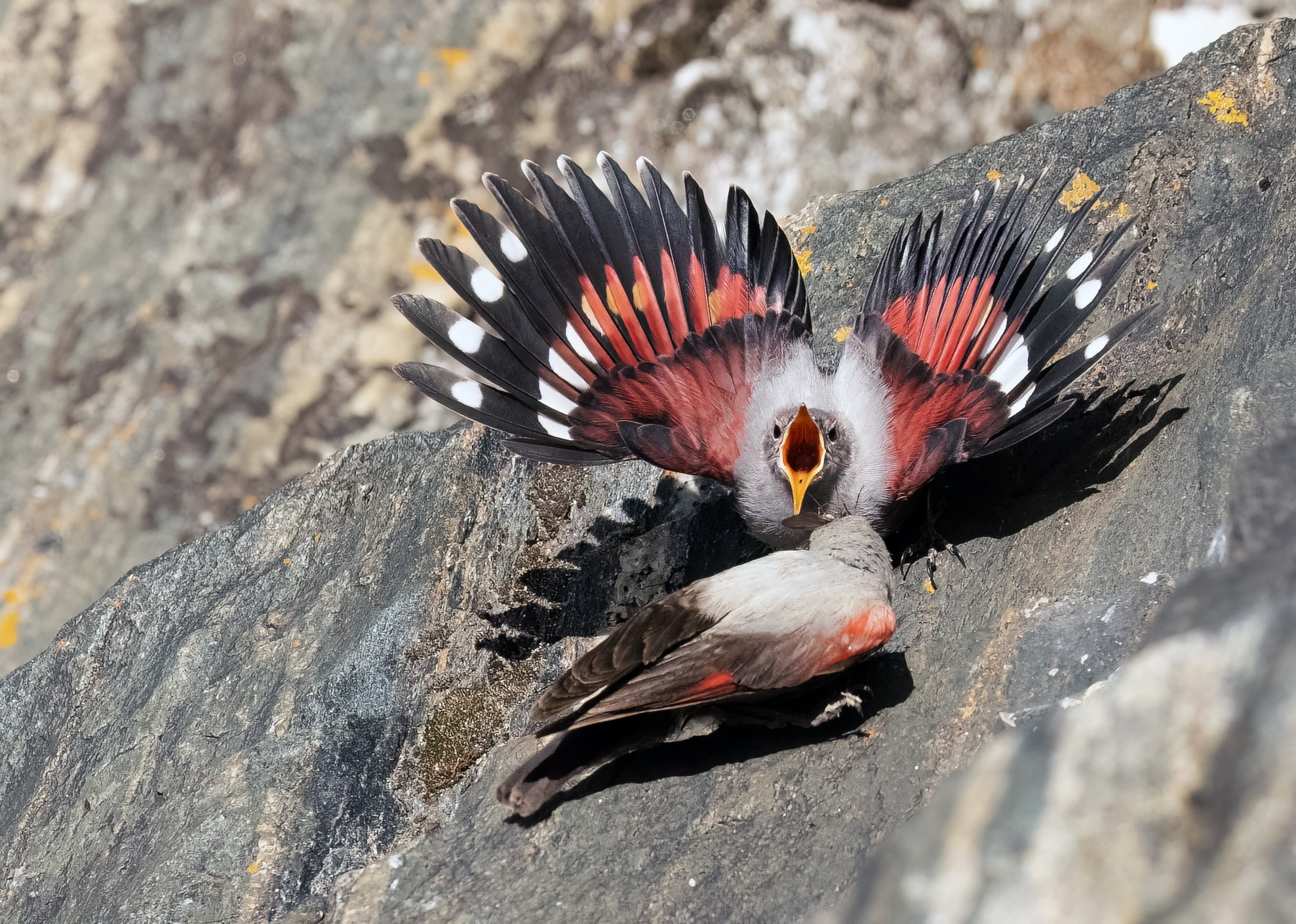
Zedníček skalní s potomkem

Jde o vysoce teritoriálního ptáka, jenž hájí jak letní hnízdní, tak zimní krmná teritoria. Mezi pohlavími se v agresivitě neobjevují výrazné rozdíly. Velikost území bývá značně proměnlivá, závisí na typu obývaných skal. V případě zimních území se teritorium může omezovat dokonce na jediný skalní masiv, jindy však může mít rozlohu až 10 ha. Letní hnízdní území mohou na délku měřit jen nižší stovky metrů, ale i více než 1 km.
V Evropě probíhá období rozmnožování od dubna a května do července a srpna, v Asii od května do července. K tvorbě párů dochází většinou až na jarních hnízdištích, v pohořích Malá a Velká Fatra se zedníčci spárovali většinou na přelomu dubna a května, výjimečně pak v průběhu dubna ještě na zimovištích. Místo pro stavbu hnízda společně vybírají oba členové páru, typicky se jedná o vhodnou skalní štěrbinu nebo dutinu (některá hnízda byla až 60 cm hluboko). Námluvy doprovázejí různé ritualizované formy chování, jako je samčí akrobacie ve vchodu nalezené dutiny, zpěv, předvádění barevného hrdla či hájení území proti sokům. Členové páru spolu mohou zůstat více let, stejně tak hnízdo může být využíváno po více sezón. Výstavba hnízda probíhá v Evropě ještě v průběhu května, přičemž ve vyšších nadmořských výškách si zedníčci budují hnízda později. Hnízdní dutina je často umístěna nad vodou, což možná přispívá k ochraně snůšky před savčími predátory. Na výstavbě hnízda se podílí pouze samice, přičemž hlavní stavební materiál představuje vlhký mech, dále také stébla trav či kořínky a jako výstelku mohou zedníčci využívat zvířecí srst. Výstavba hnízda trvá asi 5 dnů, ptáci však práci na stavbě často přerušují. Vnější průměr hnízda činí asi 15 cm, vnitřní průměr je kolem 7,5 cm a hloubka hnízda činí asi 3,5 cm.
Snůška činí 3–5 vajec vejčitého až kulovitého tvaru, vajíčka vynikají velmi jemnou skořápkou mléčné barvy, kterou zdobí červené až červenohnědé skvrny (zejména na tupém pólu). Rozměry vajec činí zhruba 21,3×14,3 mm. V porovnání s ptákem samotným jsou vejce nadměrně velká. Zedníčci kladou snůšku asi 9–14 dní po dokončení hnízda. Na inkubaci se podílí výhradně samice, zatímco samec zajišťuje dodávky potravy. Inkubační doba trvá 18–20 dní. Asi 5–7 dní od vylíhnutí mláďat má jejich krmení na starosti rovněž samec, zatímco samice opouští hnízdo maximálně na několik minut. Kořist mohou během období hnízdění zedníčci lovit jak v blízkosti hnízda, tak i ve vzdálenosti až 1 500 m; do odlehlejších lokalit se častěji vydává opět spíše samec. Doba hnízdění činí asi 29 dní, přičemž vzrostlá mláďata svou velikostí přesahují velikost dospělce. Mláďata z hnízda vylétávají v červenci či na začátku srpna, nikdy ne společně. Osamostatňují se za 7 až 12 dní. Oproti jiným stejně velkým ptákům je hnízdní péče zedníčků velmi dlouhá, a to jak kvůli pomalé inkubaci (asi o třetinu delší než u jiných druhů podobné velikosti), tak kvůli malé frekvenci krmení mláďat.

### Predátoři a parazité
Zedníčci se pohybují v nepřístupném terénu a jejich zbarvení jim poskytuje účinné maskování. Přesto se mohou stát kořistí některých masožravců. Pokud spatří pozemního predátora, jako jsou kuny či hranostajové, mohou mu imponovat třepotáním křídly, které probíhá s větší intenzitou než za normálních okolností. Tímto chováním zedníček na přítomnost predátora může upozornit i svého partnera. Při odhalení dravého ptáka, kdy situaci nemohou mít pod kontrolou, se zedníčci naopak snaží působit co nejvíc nenápadně. V případě odhalení pak unikají leteckou akrobacií. Švýcarský přírodovědec Georg Albert Girtanner ji dokumentoval následovně:
Nejúhlavnějšími nepřátely [sic!] šoupálka zedního na svobodě jsou asi drobní sokolové, zvláště krahujec, který o svých loupežných výpravách zaletuje také do nejvyšších pásem horských. Ten lapne mnohého starého a vyplení druhdy také některé hnízdo. Jakož je šoupálek zední nad míru hbitý, unikne často i tomuto obratnému lupiči. Viděl jsem to kdysi sám. Krahujec marně namáhal se vraziti na šoupálka zedního, který letěl přes velikou propasť. Čím smělejší obraty prováděl pronásledovatel, tím více také pronásledovaný napínal všecko své umění letací. Útoky krahujcovými, jak se zdálo, jsa zcela zaujat, hleděl přece, stále obratně se vyhýbaje, dostati se pozvolna k protější skalní stěně. Dosáhne-li jí šťastně, jest, jak jsem mínil, zachráněn. Sotva že se k ní přiblížil, ustane náhle se brániti, žene se střelou přímo ke stěně skalní, dosáhne ji neporušen a v nejbližším okamžení zmizí již ve sluji. Té chvíle také krahujec vzdal se marného lovu a, mrzutě skřehotaje, táhl odtud.

Ze zaznamenaných parazitů lze jmenovat roztoče, blechy a všenky.

## V kultuře

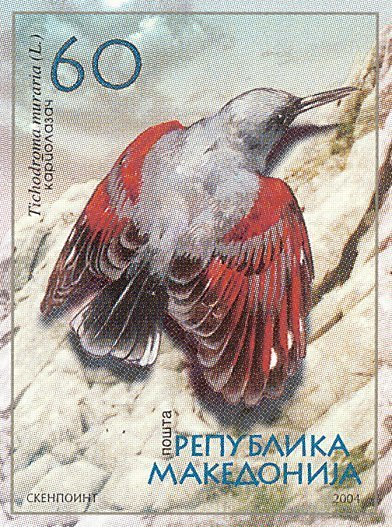
Zedníček na makedonské poštovní známce

Díky svému neobvyklému vzezření i způsobu letu zedníčci dlouhodobě přitahují pozornost lidských pozorovatelů. V němčině se tento pták někdy označuje jako „létající alpská růže“ (Fliegende Alpenrose, Fliegender Almrausch; jméno se odvozuje podle pěnišníku rezavého, odb. Rhododendron ferrugineum). V Číně bývají zedníčci zase nazýváni „skalními květinami“. Francouzi zedníčky naopak označují jako „hřbitovní ptáky“ (oiseaux des cimetières), toto jméno vychází ze starých pověr, podle nichž zedníčci obývali hřbitovy a hnízdili v lidských lebkách. Chování a ekologie zedníčků zůstávaly relativně dlouho obestřeny tajemstvím; Alfred Brehm zmiňuje, že se o jejich popis významně zasloužil teprve švýcarský přírodovědec Georg Albert Girtanner v 60. letech 19. století. Girtanner samotného zedníčka mj. popisuje těmito slovy:
Že by šoupálek zední, pouhý hmyzožravec, nějak škodil, o tom nelze mluviti, leč i užitek jeho jest hledíc ke krajinám, ve kterých vyhledává si potravy, ovšem velmi nepatrný. Patře však ke předním ozdobám našich Alp má pro milovníka krajiny horské cenu nesmírnou. Když náhle zazní krátká jeho píseň v pustých výšinách, cestovatel radostně vítá blízkost bytosti tak krásné a pohled jeho s potěšením utkví na této živé růži alpské, kteráž oživuje tak příjemně velikolepé, ale věčně ztuhlé okolí.

Spatřit tyto ptáky ve volné přírodě může být obtížné, neboť nepřístupný terén z této snahy často činí rizikový podnik. Ptáci samotní se vůči lidským pozorovatelům chovají krotce a nechávají se ochotně fotografovat, nicméně tato činnost je obírá o čas věnovaný relativně náročnému shánění potravy, a proto pro ně může být škodlivá. Někteří zedníčci však hnízdili či trávili zimní měsíce v blízkosti lidského osídlení, a to včetně významných architektonických památek, jako je zámek Neuschwanstein, švýcarský hrad Chillon, katedrála Notre-Dame v Paříži, palác ve Versailles, athénská Akropole, Velká čínská zeď či palác Potála v Tibetu; z českých reálií lze jmenovat zámek v Kroměříži.
Odborné jméno zedníčka nese ve svém jméně slovenský ornitologický časopis Tichodroma. Pták se také stal motivem známek, včetně těch vydaných v Česku, resp. Československu. Známkový arch zobrazující vzácná zvířata a rostliny z oblasti Pálavy – včetně zedníčka skalního – zvítězil v anketě o nejkrásnější českou poštovní známku roku 2010.
V zajetí zedníčci skalní představují vzácné chovance, k prosinci roku 2024 je drží pouze Alpenzoo Innsbruck. Jejich chov je poměrně náročný; Alpenzoo od 60. let 20. století vynaložila značné prostředky, aby co nejblíže napodobila přirozené prostředí těchto ptáků, již navíc vyžadují i potravu tvořenou živým hmyzem a pavouky.